# Heliotropium grande
Heliotropium grande är en strävbladig växtart som beskrevs av M. Pop. Heliotropium grande ingår i Heliotropsläktet som ingår i familjen strävbladiga växter. Inga underarter finns listade i Catalogue of Life.